# 매일신보

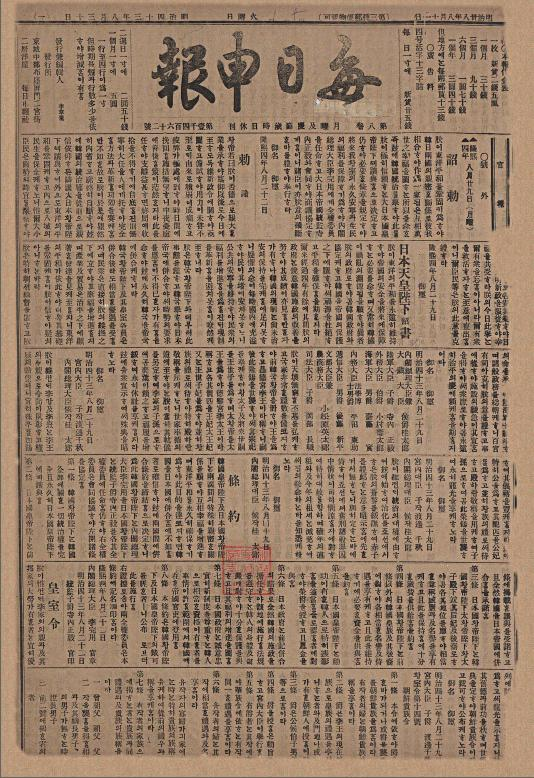
1910년 8월 30일자 매일신보 창간호.

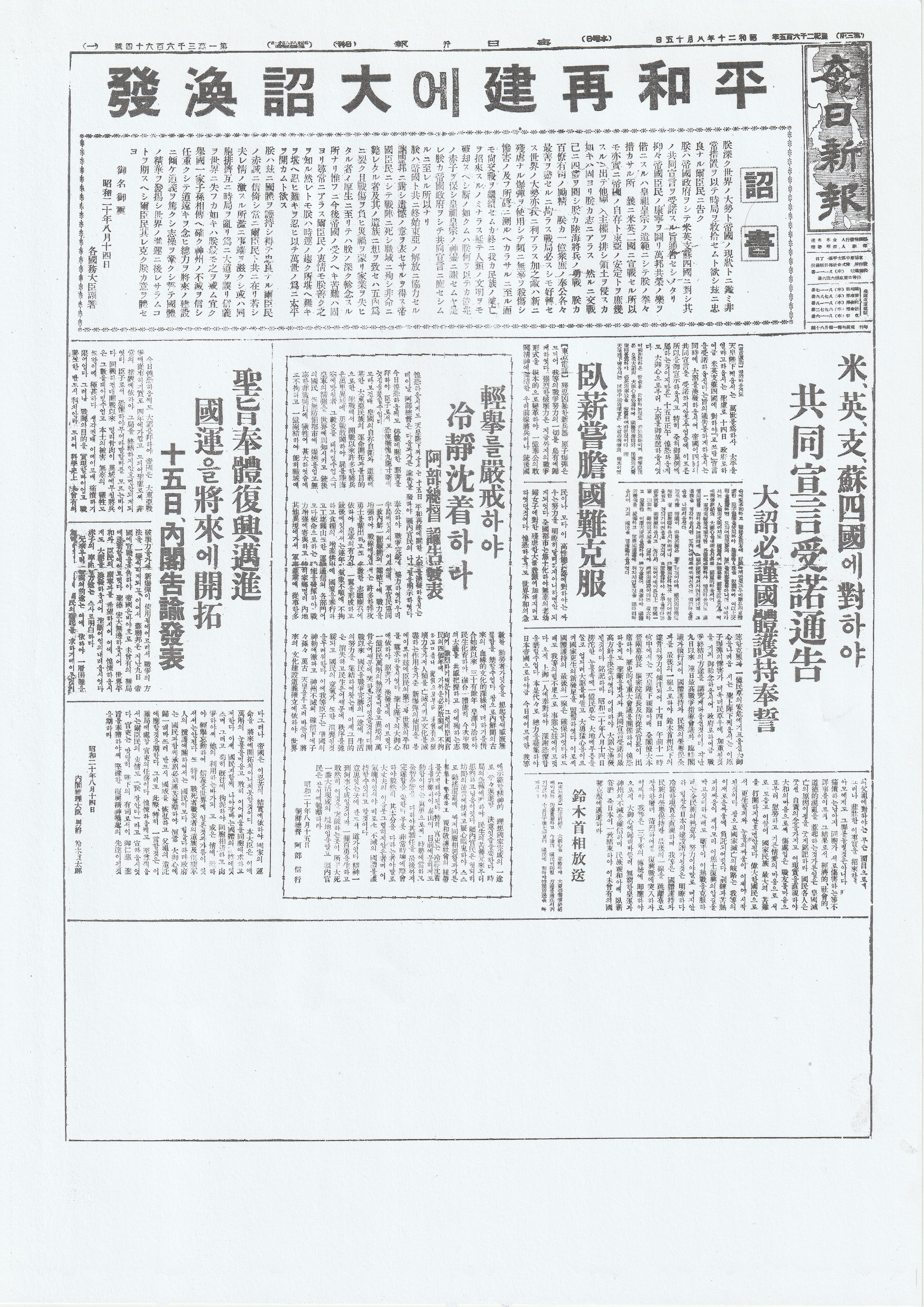
1945년 8월 15일자 매일신보

《매일신보》(每日申報, 每日新報(1938년부터))는 일제강점기 동안 발행된 조선총독부의 기관지이다. 약칭 매신으로도 불렸다. 대한매일신보의 후신이었으며 한자, 일본어, 한글이 섞인 국한문 혼용체이자 일본어 한글이 섞인 일한어 혼용체로 발행되었다. 광복 후에도 발행되다가 1945년 11월 10일 미군정에 의해 정간되어 사라졌다. 뒤에 서울신문으로 인수되었다.

## 개요
전신은 영국인 베델이 발행하던 대한매일신보였었다. 1910년(융희 4년) 10월 2일 경술 국치 늑약 등이 체결된 직후에 경성일보가 대한매일신보를 인수하여 제호에서 ‘대한’을 뺀 뒤 경성일보 자매지로 발행을 시작했다.
반일 성향의 대한매일신보와는 달리 일본인이 사장을 맡은 매일신보는 조선총독부와 일제의 통치에 협조적인 관제 일간지였다. 경성일보와의 통합, 분리를 거치며 1937년 이후 제호가 매일신보(每日新報)로 변경되고 경영 형태는 주식회사로 바뀌었다. 이때도 주식의 과반수를 조선총독부가 소유했다.
1920년 조선일보와 동아일보가 창간되기 전까지 유일한 한국어 신문이었고, 태평양 전쟁 중 두 신문이 강제 폐간되면서 1940년부터 또다시 유일한 한국어 신문이 되었다.
1945년 태평양 전쟁 종전 이후 그해 9월 2일 조선총독부가 해체되면서 좌파 계열 사원들 즉, 진보적인 정치, 사회의식을 가진 사원들이 자치위원회를 구성해 운영하던 중 미 군정과 충돌을 빚어 그해 11월 10일 정간 명령이 내려졌다. 이후 속간되면서 제호가 서울신문으로 변경되었다.

## 기타
- 1915년 한국에선 처음으로 신춘문예를 시행했다. 1914년 12월 10일치 3면 중앙에 '신년문예모집' 공고를 냈다. 당시 모집 분야는 '시, 문, 시조, 언문줄글, 언문풍월, 우슘거리, 가(창가), 언문편지, 단편쇼셜, 화(그림)'이었다.[1]

- 1912년 2월 9일의 "현상모집"은 신춘문예의 정의를 바탕으로 할 때, 그 본격적인 출발점으로 삼을 수 있다. ‘각지기문(各地奇聞), 속요(俗謠), 소화(笑話), 시(詩), 단편소설(短篇小說), 서정서사(敍情敍事)’의 6개 부문에서 작품을 모집했다. 또한, 1919년 12월 2일의 "현상모집"에서는 신춘문예라는 용어를 처음 사용하였다. 한시, 신체시, 시조, 미어(謎語, 수수께끼), 만화를 모집했는데, 마감일은 12월 15일이었다.[2]

- 1920년 7월 2일자 사고(社告)에서 한국 최초로 여기자 채용 공고를 내었으며, 이때 채용된 기자가 이각경이다. 채용 공고에서 전제조건이 “남편이 있어야 한다”였으며, 그 호칭은 “부인 기자”였다.[3]

한국 최초의 여기자 이각경의 생애와 활동에 대해서는 거의 알려진 바가 없고, 재직 중 명사의 인터뷰를 주로 썼다고 한다. 이각경이 쓴 최초의 기사는 1921년 1월 1일자 ‘신년 벽두에 제하여 조선 가정의 주부께’라는 계몽적인 내용의 논설이었다.

## 같이 보기
- 경성일보
- 대한매일신보
- 서울신문

## 참고 문헌
- 이한수 기자 (2005년 5월 13일). “'친일' 매일신보·경성일보 대해부”. 조선일보. 2016년 8월 11일에 원본 문서에서 보존된 문서. 2007년 10월 22일에 확인함.
- 김주언 (2005년 6월 29일). “밝혀져야 할 언론 과거사 - 한성순보 창간부터 60년 5·16쿠데타까지/ 권력의 희생양 된 경향과 민족일보”. 미디어오늘. 2016년 8월 11일에 원본 문서에서 보존된 문서. 2007년 10월 22일에 확인함.